# Anthony Ashnault
Anthony James Ashnault (ur. 6 czerwca 1995) – amerykański zapaśnik walczący w stylu wolnym. Mistrz panamerykański w 2019 i 2020 roku.
Zawodnik South Plainfield High School i Rutgers University. Cztery razy All-American (2015-2017 i 2018) w NCAA Division I, pierwszy w 2019; czwarty w 2016; szósty w 2017; ósmy w 2015 roku.